# Phauloppia lucorum
Phauloppia lucorum är en kvalsterart som först beskrevs av Koch 1841.  Phauloppia lucorum ingår i släktet Phauloppia och familjen Oribatulidae. Inga underarter finns listade i Catalogue of Life.